# Струма
Стру́ма (болг. Струма), також Стримо́нас (грец. Στρυμόνας), давньогрецька назва Стримон (дав.-гр. Στρυμών) — річка в Болгарії та Греції. Завдовжки 415 км, у томі числі на території Болгарії — 290 км, площа басейну близько 17 тисяч км². Бере початок на південно-західних схилах масиву Витоша. У Болгарії течія переважно гірська, вузькі ущелини чергуються із міжгірними улоговинами гір Рила і Пірин. На території Греції Струма протікає головним чином у широкій долині. Впадає у затоку Стримонікос Егейського моря.
Підвищена водність спостерігається у лютому—червні, межень — у серпні—вересні. Середня витрата води поблизу болгаро-грецького кордону становить 80 м3/с, максимальний — близько 500 м3/с.
Води Струми використовуються головним чином для зрошення. У Болгарії на Струмі споруджено водосховище Студія, на притоках річки — ГЕС.
У долині Струми розташовані такі міста: Перник, Радомир, Кюстендил, Благоєвград (Болгарія), Серрес, Амфіполіс (Греція).
Найбільша притока — Струмиця.